# 下維利霍瓦
48°44′19″N 39°34′24″E / 48.73861°N 39.57333°E
下維利霍瓦（烏克蘭語：Нижня Вільхова）是位於烏克蘭東部的村莊，由盧甘斯克州夏斯季亞區的斯塔尼齊亞-盧漢斯卡市鎮負責管轄。該村始建於1917年，面積3平方公里，海拔高度129米，2001年人口825，人口密度每平方公里275人。